# В Америке есть таланты (сезон 2)
Второй сезон шоу «В Америке есть таланты» (англ. «America’s Got Talent») — это телевизионный конкурс талантов, премьера которого состоялась 5 июня 2007 года на канале NBC с 2-часовыми раундами. Ведущий «Tabloid talk show» Джерри Спрингер последовал за Регисом Филбином как ведущий. Пирс Морган и Дэвид Хасселхофф остались как судьи с присоединением нового члена Шэрон Осборн. Брэнди Норвуд добровольно ушла в отставку как судья после иска, было возбуждено уголовное дело против неё за её участие в роковом столкновении автомобиля.
Второй сезон шоу был первоначально объявлен как дебют в январе 2007 года с таймслотом в 8 часов вечера воскресенья; однако, сеть была заменена другим шоу талантов «Grease: You’re The One That I Want».
В этом сезоне победил чревовещатель/импрессионист Терри Фатор.

## Процесс отбора

### Обзор
Кастинги на второй сезон очень похожи на кастинги первого сезона, за исключением того, что был звуковой сигнал при нажатии X-кнопки. Когда все судьи нажали на X-кнопки, высвечивался один синий цвет в номере, указывающий, что был вычеркнут. В отличие от предыдущего сезона номера, которые прошли прослушивание, потом посещают лагерь в Лас-Вегасе, где они имеют возможность совершенствовать своё мастерство. На данный момент номера делятся на 2 группы, музыкальные и разнообразные. Музыкальные номера состоят из певцов и инструментальных коллективов. Разнообразная группа состоит из других номеров. Первыми выступали музыкальные номера, потом следовали различные номера. Каждый номер будет выполняться в течение трёх минут, а их исполнение не прекращается, пока судьи не нажмут на кнопки. После завершения каждой группы судьи будут разделять группы на линиях, или линия «да», или линия «нет». Те судьи, которые сказали «да», попадают в короткий список из 35 выступлений. Те, которым сказано «нет», едут домой. После этого судьи будут сокращать список с 35 до 25 финальных номеров.
В полуфинальных эпизодах 20 номеров будут разделены на 2 группы по 10 в каждой. Америка будет голосовать и убирать 5 из первой и 5 из второй группы. Оставшиеся 10 номеров будут выступать голова к голове в следующем раунде, где поле будет сужаться до тех пор, пока не останется 4 номера, за которые на дому голосуют зрители. Во втором сезоне судьи могут остановить выступление каждый раз, если захотят нажать кнопки. Проверенные выбывают из проекта, а судьи могут только комментировать. Там не выбор судей в этом сезоне, а голосование полностью передано зрителям.

### Отличия от 1 сезона
В отличие от первого сезона, в котором номера после прослушивания разделялись на 4 группы и была дорога прямо в финал, номера отправлялись в лагерь Лас-Вегаса, где участники могли совершенствовать свои навыки. В Лас-Вегасе номера разделялись на 2 группы, «музыкальные» и «разнообразные». Судьи выбирали 35 номеров из обеих групп для создания их короткого списка; после этого (без дополнительных выступлений после первого деления талантов) судьи выбрали 20 номеров для полуфиналов.
В полуфиналах первого сезона в рамках каждой группы из 14 или 15 номеров, смогли бы выступить только 10. Во втором сезоне остальные номера были разделены на 2 группы по 10 в каждой. Америка исключила 5 номеров из каждой группы. Остальные 10 соревновались с головы на голову с выбыванием каждую неделю из проекта.
Больше не существует «выбора судей», а также белые флажки для обозначения одобрения. Судьи ещё могут нажимать на X-кнопки во время выступления участника, но это случается редко, так как только Морган пользовалась своей кнопкой в полуфиналах второго сезона (хотя, казалось бы в шутку, Хасселхофф распространял слухи Луиджи Падилья, как и Бой Бритни после своего выступления в полуфинале).

## Предварительные прослушивания

### Прослушивания в Далласе
Первый тур (05.06.2007)
Номера, которые были исключены, включают в себя:
- Тони Ла Бреа, снял свой халат и пел без рубашки, носил ошейник, галстук и манжет. После его выступления судьи заметили, что голос был похож на голос певца Берри Уайта. Однако, с момента снятия своей рубашки судьи убрали его с помощью X-кнопок. Он пел песню «Don’t Cha» группы «The Pussycat Dolls».
- Адам Аарон Майклз, имитатор Элвиса Пресли, судьи исключили его сразу после его выхода. Тогда у него был ещё один шанс, но снова был исключён после пения первых строк песни «Release Me». Дэвид прокомментировал то, что они посчитали его желание «его освобождением».
- Эрика Маркс, 12-летняя певица, которая спела песню Дженнифер Холлидей «And I’m Telling You I’m Not Going». Морган говорит, что она пытается копировать стиль прошлогодней победительницы Бьянки Райан, которая пела такую же песню.
- Мистер Билл, водитель автобуса, пел «Climb Every Mountain» из фильма «Sound Of Music». В конце его выступления, Морган заметила, что если бы шоу было осуждено отдельно, то он бы выиграл соревнование.
- Хьюман Слинки, мужской акробат с покрытой большой катушкой для придатков. Дэвид создал ссылку на танцевальную колонну на сцене.
- Ари Маркс, скрипачка. Её муж Николас Маркс отдельно соревновался в этом сезоне и перешёл в следующий раунд. В первом сезоне они прослушивались как дуэт.
- Breeze, 9 лет, выступила с черлидингом в соревнующейся рутине. Все судьи нажали на кнопки, а Морган сказала, что её мать должна была нажать кнопку во время её выступления. Спринг сопроводил её мать на сцену и сказал, «Она здесь не для пробы». В ответ на комментарии Морган Осборн сказала, что она покинула шоу из-за аудитории и вернулась в свою гардеробную. Морган последовала за ней и разговаривала через двери гардеробной. Когда они услышали, что соперник всё ещё ждёт её на сцене, то она вернулась за судебный стол и извинилась перед ней.
- Сэм Аду, пел песню «I Wish» Стива Уандера.
- «Bronzon Gold» (Том Земке), танцор диско. Он сказал судьям, что его танец был сочетанием старых и новых движений, но Осборн отметила, что видела все движения, которые он делал.
- Боб Мур и его «Удивительные дворняги», делал трюки с 10 собаками, которых он спас из приюта для бездомных животных. Пирс указал, что 2 собаки из дюжины ничего не делали.
- Дэвид и Джоэл Леттерманы («The Pec Brothers»), напрягли свои грудные мышцы под мотив композиции «Dueling Banjos». Судьи смеялись, но исключили их.
- Брэйдон Перейда, воздушный акробат. Он победил аудиторию, но судьи решили, что его выступление было отрывочным и непрофессиональным и попросили его попрактиковаться.

### Прослушивания в Лас-Вегасе
Второй тур (12.06.2007)
Номера, которые были исключены, включают в себя:
- Латисия Уидман, пела песню «I Will Survive» Глории Гейнор с закрытым ртом.
- «Normandie Manchester», драг-квины, которые танцевали «Mickey» Тони Бэзила.
- Тамми Браун, драг-квин.
- «Galadin», танцор живота.
- «Maximilliana», мужской импрессионист. Она поёт как мужчина и пугает судей. Она получила от судей нажатие на кнопки.
- Тика Рейнн, рэпер «Valley Girl» с двумя резервными певцами. Она также известна как Sweetie в первом сезоне проекта «Flavor of Love». После судьи не голосовали за неё, она им двигалась как во сне, показав пикселизацию, носила не нижнее бельё под её юбкой.
- Джейсон и Нолан, близнецы-скрипачи.
- Фред Гржибовски, акробат на пого-стике.
- Ханне Фредерик, певец.

### Прослушивания в Чикаго
Третий тур (19.06.2007)
Номера, которые выбыли с проекта, включают в себя:
- Консуэло Кэмпбелл, пел в евангельском, оперном, религиозном, блюзе стилях.
- Франкисе Элайн, 10 лет, пел песню «A Moment Like This» Келли Кларксона. Все судьи согласились с тем, что она будет гораздо лучшей в течение нескольких лет.
- Джон Ингленд, пианист, как предполагает его имя, из Англии, одетый в красный, белый и синий. Он не смог произвести впечатления на судей, особенно на Пирса.
- «Mr. Heart & Soul», мимы, которые были подвергнуты критике за разговор и пение во всём его выступлении. Морган отреагировала: «У вас ужасное пение, так что если я была бы на вашем месте, я бы просто молчала».
- Чарли Уистлер (Чарли Кинг), играл банджо и показал несколько стилей Тувинского горлового пения.
- «Serpentia», танцевальная группа с обыкновенным удавом.
- «L.A. Penetrate», рок-группа.
- «Coolaid the Clown», труппа молодёжного центра танцоров хип-хопа. Хотя Хасселхофф решил положить мимо них, Морган и Осборн за них не проголосовали.
- «Hot Pink Feathers», пародийная кабаре-танцевальная группа.
- Алекс Муни, который сломал или изогнул небольшие вещи, таких как линейка и ложка сжатием их между его щёками.

### Прослушивания в Нью-Йорке
Четвёртый тур (26.06.2007)
Номера, выбывшие из шоу, включают в себя:
- «Sexy Techno Boy», из Астории (штат Нью-Йорк) — Продюсер техно-музыки из Нью-Йорка. Он пел оригинальный трек «Beat Conductor» во время танца.
- С. К. Тот, самопровозглашённый «молитво-водильный артист» — скрипач, певец, танцор. Пение было на языке, который изобрёл Тот.
- Рикардо Алеман, сидячий комик, оскорбивший Морган и Хасселхоффа после отказа в участии в «Обратных вызовах Лас-Вегасу».
- «Pennsylvania Hand Band», сделали музыку сжиманием их рук вместе, с одной группой членов исполнения в гигантском ручном костюме.
- Abenz, рэпер. Первоначально выступал с Бырайн Вынбуш как на фоне певицы, но судьи не сказали участнику Abenz и предложили Вынбуш позже приехать для соло-прослушивания.
- Sunshine, 51-летний хиппи, который пел песню «Amazing Grace».
- Шад-Дай, 2 сестры-певицы.
- Джей Грин, жонглёр.

## Второй раунд

### Обратные вызовы Лас-Вегасу (Las Vegas Callbacks)
Первая часть «Las Vegas Callbacks» прошла 10 июля 2007 года. Остальные 70 номеров были обрезаны в короткий список из 35 номеров.
Вторая часть «Las Vegas Callbacks» прошла 11 июля 2007 года. Короткий список из 35 номеров был сокращён до первых 20 и выставлен на голосование зрителей.
Номера, которые были исключены в ходе обратных вызовов, включают:
- Ада Линн
  - Прослушивания в Чикаго: 80-летняя певица/комедийная актриса.
  - Las Vegas Callbacks (часть 1): Представление было нетелевизионным.
- Брюс Блок и Скиппи А Ля Кинг
  - Прослушивания в Нью-Йорке: Номер говорливого кролика-чревовещателя. Судьи в целом полюбили номер, но думали, что актуальный материал был слабым.
  - Las Vegas Callbacks (часть 1): Первоначально планировалось иметь танцевальную леди на нём, хотя он лежал на кровати с ногтями. После вычёркивания его ассистента в последнюю минуту, он перегруппировался и выполнил трюк «натяжения шляпы раввина» (играл Антони Саласар), но на самом деле сделал исчезновение его головы.
- Бырайн Вынбуш
  - Прослушивания в Нью-Йорке: Роксбери (штат Массачусетс), стартовал день жителя как резервного певца рэпера Abenz, который выбыл. Однако, Вынбуш был приглашён судьями на их собственное прослушивание. Он вернулся петь «Treat Her Like a Lady» с малым временем на подготовку и прошёл через судей.
  - Las Vegas Callbacks (часть 1): Пел песню «Superstar».
- Христианин Атайде Стойнев
  - Прослушивания в Чикаго: Исполнитель «The Big Apple Circus» только кратко показался в монтаже и не полностью упомянут в этот момент. Акробатический баланс был с собакой чихуахуа.
  - Las Vegas Callbacks (часть 1): Собака по кличке Скуби несколькими днями ранее была ранена укусами больших собак и был не в состоянии выполнять, заставляя Стойнева выполнять номер её баланса соло.
- Синда Рамсюр
  - Прослушивания в Лос-Анджелесе: Пела песню «One Night Only» из музыкального бродвея «Dreamgirls».
  - Las Vegas Callbacks (часть 1): Пела песню Стива Уандера «I Just Called to Say I Love You».
- Диана Огоне
  - Прослушивания в Лос-Анджелесе: 75 лет, которая пела песню Донны Саммер «Last Dance» и танцевала.
  - Las Vegas Callbacks (часть 1): Представление было нетелевизионным.
- Бабушка Перл
  - Прослушивания в Лос-Анджелесе: Сидячий комик.
  - Las Vegas Callbacks (часть 1): Шутила о том, что будет делать с миллионом долларов, если их выиграет. Шутка упала в плоскую площадку судей, которые комментировали о ней «некоторая фишка».
- «The Great Throwdini»
  - Прослушивания в Нью-Йорке: Номер с бросанием ножей священником и его помощником.
  - Las Vegas Callbacks (часть 1): Было только кратко показано в монтаже. Один из его ножей не прикрепился к спинодержателю (как это было на прослушиваниях в Нью-Йорке), а впечатления у судей были такими же, как и в первый раз.
- Иван «Городская действенная фигура»
  - Прослушивания в Лос-Анджелесе: акробатический танцор.
  - Las Vegas Callbacks (часть 1): Попытался прыгнуть через ряд стульев, но опрокинулся и разбился об пол, выбивший себя. После прохода небольшого времени и медицинского осмотра он вернулся, ошеломлён, но, по-видимому, всё в порядке. Он был доставлен в больницу в качестве меры предосторожности.
  - Las Vegas Callbacks (часть 2): Вернулся попробовать снова, но получил официальное удаление. Судьи отметили, что ему стоит вернуться и попробовать в следующем году.
- «JabbaWockeeZ»
  - Прослушивания в Далласе: Группа мужчин-танцоров хип-хопа.
  - Las Vegas Callbacks (часть 1): Были только кратко показаны танцы в монтаже.
- Джон Митчелл
  - Прослушивания в Чикаго: Крутящий жезлы.
  - Las Vegas Callbacks (часть 1): Морган назвала его наиболее улучшенным номеров от первого раунда.
- Джордан и Наско
  - Прослушивания в Далласе: Балансированный рукопашный номер отца и сына.
  - Las Vegas Callbacks (часть 1): Выступление не было телевизионным.
- Лян Патти
  - Прослушивания в Лос-Анджелесе: Китайский акробат, сбалансировавший 8 вращающихся пластин на палочках на протяжении всего номера. Морган штурмовала её увидеть, будет ли она реагировать, но во время её выступления ни одна из пластин не упала. Она начала плакать на сцене после того, как он сделал ей комплименты о её подготовке; затем Хасселхофф отправился на сцену, что обнять её.
  - Las Vegas Callbacks (Part 1): Выступление не было телевизионным.
- Магия Эли Керр
  - Прослушивания в Лос-Анджелесе: Магический и иллюзионный номер включает поедание огня и исчезание и появление девочек.
  - Las Vegas Callbacks (часть 1): Только кратко показано в монтаже. Он имел неисправную поддержку при производстве его помощника из теневого ящика.
- Меган Миллер
  - Прослушивания в Далласе: Чревовещатель, пел «Supercalifragilisticexpialidocious» с её куклами мальчика и девочки. В то время как его номер был расценен как более подходящий для детей Морган и Осборн, она по-прежнему продвинутая.
  - Las Vegas Callbacks (часть 1): Пел «And I’m Telling You I’m Not Going» с одной из её кукол.
- Николас Маркс
  - Прослушивания в Далласе: Гитарист фламенко, который прошёл во второй раунд как сольный исполнитель одного года после того, как его выступление с женой Ари был отвергнут судьями.
  - Las Vegas Callbacks (часть 1): Выступление не было телевизионным.
- Т. Плоуден из Филадельфии
  - Прослушивания в Нью-Йорке: Сидячий комик.
  - Las Vegas Callbacks (часть 1): Выступление не было телевизионным.
- «Rhythm Extreme»
  - Прослушивания в Нью-Йорке: Ударная группа в стиле топания.
  - Las Vegas Callbacks (часть 1): Выступление не было телевизионным.
- Rubberboy (Даниэль Браунинг Смит)
  - Прослушивания в Нью-Йорке: Акробат из Санта Моники (штат Калифорния).
  - Las Vegas Callbacks (часть 1): Выступление не было телевизионным.
- Вестминстерский хор
  - Прослушивания в Чикаго: Мужской акапелльный хор, глава «Barbershop Harmony Society» («Объединение гармоничных парикмахеров»), и почти состоит из мужчин в возрасте до 30 лет.
  - Las Vegas Callbacks (часть 1): Выступление не было телевизионным.

Выступления, которые были в «коротком списке», но не были в «Топ-20», включают в себя:
- Ахмир
  - Прослушивания в Нью-Йорке: 4 представителя группы из Бостона (штат Массачусетс) акапелльно пели песню «In the Still of the Night» группы «The Five Satins».
  - Las Vegas Callbacks (часть 1): Выступление не было телевизионным.
  - Las Vegas Callbacks (часть 2): Устранены судьями.
- Магия Энтони Рида
  - Прослушивания в Нью-Йорке: фокусник из Лас-Вегаса (штат Невада), который работал с голубями, объединяя их для того, чтобы получилась утка.
  - Las Vegas Callbacks (часть 1): Выступление в «Aquarian Illusion».
  - Las Vegas Callbacks (часть 2): Устранён судьями в пользу его наставника Кевина Джеймса.
- Кокоа Браун
  - Прослушивания в Лос-Анджелесе: Сидячий комик.
  - Las Vegas Callbacks (часть 1): Выступление не было телевизионным.
  - Las Vegas Callbacks (часть 2): Хотя они сказали ей, что она была «самым смешным комиком, которых мы видели», судьи не пропустили её.
- Фэллон Фрэнклин
  - Прослушивания в Далласе: 25-летняя певица, которая пела песню «Who Will Save Your Soul» певицы Джуэл, играя на гитаре.
  - Las Vegas Callbacks (часть 1): — .
  - Las Vegas Callbacks (часть 2): Устранена судьями.
- «Illmatic Styles» с Лэйзи Легс (Лука)
  - Прослушивания в Нью-Йорке: Состоит из акробатических танцоров из Монреаля (провинция Квебек), которые хотят вдохновить людей. Лука был рождён с формой болезни под названием артрогрипоз (заболевание скелетно-мышечной системы): он имеет очень мало мышц в ногах.
  - Las Vegas Callbacks (часть 1): Выступление было кратко показано в монтаже.
  - Las Vegas Callbacks (часть 2): Номер не показан, но не в «Топ 20», скорее всего устранён судьями.
- Леонид Великолепный
  - Прослушивания в Нью-Йорке: Выступал с двумя девушками, которые были одеты в костюмы львов. Так же, как Мальчик Шакира, он был оценен через возражения Хасселхоффа, который угрожал бросить шоу, если 2 других судей пропустят его в следующий раунд.
  - Las Vegas Callbacks (часть 1): Выступление не было телевизионным.
  - Las Vegas Callbacks (часть 2): Судьи сделали выбор к «рассмотрению его как исполнителя, а не шутки», и участник выбыл. За кулисами Леонид пообещал не пробовать выступать ещё раз, говоря: «Достаточно, достаточно».
- Лил Си
  - Прослушивания в Лос-Анджелесе: 11-летний рэпер/танцор. Ему было сказано, что он просто должен придерживаться танцев судей, как его необходимой рэперской работы.
  - Las Vegas Callbacks (часть 1): Выступление не было телевизионным.
  - Las Vegas Callbacks (часть 2): Номер не показан, но не в «Топ 20», скорее всего устранён судьями.
- Майкл Стрело-Смит
  - Прослушивания в Лос-Анджелесе: Учитель музыки в начальной школе, который пел песню «This is the Moment» из музыкальной новеллы «Jekyll & Hyde», в которой, кстати, Хасселхофф однажды играл главную роль, акапелльно.
  - Las Vegas Callbacks (часть 1): Пел песню Джоша Гробана «You Raise Me Up».
  - Las Vegas Callbacks (часть 2): Рекомендован судьями для следования его мечты, но не пропущен.
- Мистер Биг «Who’s the Guy» Биль
  - Прослушивания в Далласе: Сыграл мелодию «Pick Up the Pieces» исполнителя «Average White Band» на саксофоне, танцуя.
  - Las Vegas Callbacks (часть 1): Выступление не было телевизионным.
  - Las Vegas Callbacks (часть 2): Номер не показан, но не в «Топ 20», скорее всего устранён судьями.
- Odysy
  - 4 члена группы хип-хопа, которые пели песню «Real Love» Мэри Джейн Блайджа.
  - Las Vegas Callbacks (часть 1): Выступление не было телевизионным.
  - Las Vegas Callbacks (часть 2): Номер не показан, но не в «Топ 20», скорее всего устранён судьями.
- The Rascals (не следует путать с группой 1960-х годов)
  - Прослушивания в Далласе: 3 мужчин-подростков рок-певцов.
  - Las Vegas Callbacks (часть 1): Номер был только кратко показан в монтаже.
  - Las Vegas Callbacks (часть 2): Они сказали, что были «светлым будущим», но «ещё не готовы».
- Sage
  - Прослушивания в Нью-Йорке: 7-летний Sage (мудрец) и его дед из Новато (штат Калифорния). Sage пел, когда оба играли на пианино «St. James Infirmary Blues» Кэба Кэллоуэя. Они были выставлены Осборн и Хасселхоффом, хотя Морган заранее говорит, что их номер нигде вблизи к миллиону долларов. Критика была тяжелее деду, который заметил, как он покинул сцену, чтобы Sage пошёл, но что он сам выбыл.
  - Las Vegas Callbacks (часть 1): Выступление не было телевизионным, но из фотографий на сайте «В Америке есть таланты» было очевидно, что Sage теперь конкурент по соло, без его деда.
  - Las Vegas Callbacks (часть 2): Судьи сказали: «Это не конец, это начало». Выбыл.
- «The 3 Redneck Tenors»
  - Прослушивания в Нью-Йорке: Закрытое акапелльное гармоничное пение, хотя одеты как быдло, исполняли Пятую симфонию Бетховена.
  - Las Vegas Callbacks (часть 1): Выступление не было телевизионным.
  - Las Vegas Callbacks (часть 2): Выбыли даже после того, как говорили «Один день самый большой».

## Полуфиналы

### Часть 1
Первая часть живых выступлений в полуфиналах вышла в эфир 17 июля 2007 года. Исполнены 10 из оставшихся 20 номеров, зрители голосуют за выбранные 5 из 10 для продолжения.
Номера, которые были представлены, но выбыли, включают в себя:
- Джонни Лоунстар
  - Общий: Исполнитель западного искусства.
  - Прослушивания в Лос-Анджелесе: Трик роппинг.
  - Las Vegas Callbacks (часть 1): Номер был только кратко показан в монтаже, но на этот раз был трюк с кнутом.
  - Las Vegas Callbacks (часть 2): Прошёл.
  - Полуфиналы (часть 1): Трик роппинг под песню «Save a Horse (Ride a Cowboy)» группы «Big & Rich». Номер завершился с Джонни на столе судей, вертя гигантский лассо вокруг него и всех трёх судей.
  - Полуфиналы (часть 2): Выбыл.
- Кевин Джеймс
  - Общий: Ветеран на создание номеров для других фокусников. В настоящее время он рассматривает свою карьеру в качестве артиста на своём праве. Ранее он появлялся на «The World’s Greatest Magic Show» в Лас-Вегасе.
  - Прослушивания в Чикаго: В своей первой рутине он превратил кукол в живого Чарли Чаплина.
  - Las Vegas Callbacks (часть 1): На простой вид, разрезал помощника пополам, с половинками продолжал двигаться. Затем он вернул своего ассистента обратно в один кусок.
  - Las Vegas Callbacks (часть 2): Прошёл.
  - Полуфиналы (часть 1): Выполнил трюк распущенной рукой (вдохновлённый культовым фильмом «Re-Animator»), что упал на плоскость с судьями.
  - Полуфиналы (часть 2): Выбыл.
- «Jonny Come Lately»
  - Общий: Группа рокабили, состоящая из 4-х 15-летних.
  - Прослушивания в Лос-Анджелесе: Исполнили песню Элвиса Пресли «Hound Dog».
  - Las Vegas Callbacks (часть 1): Исполнили песню исполнителя «Билли Хейли и его Кометы» «Rock Around the Clock».
  - Las Vegas Callbacks (часть 2): Сказали: «Мы можем только позволить больше номеров, на которые вы готовы. Так что собирайтесь».
  - Полуфиналы (часть 1): Исполнили песню «Crazy Little Thing Called Love» группы «Queen».
  - Полуфиналы (часть 2): Выбыл.
- Мохаммад Кашиф
  - Общий: «Вхохновлённый Болливудом» танцор из Пакистана.
  - Прослушивания в Чикаго: Исполнил танец из песни «Ek Pal Ka Jeena» из фильма «Kaho Naa… Pyaar Hai» (хинди: कहो ना प्यार ह — «Скажи… ты любишь меня»).
  - Las Vegas Callbacks (часть 1): Исполнил танец из песни «Dil Ne Dil Ko Pukara» из фильма «Kaho Naa… Pyaar Hai».
  - Las Vegas Callbacks (часть 2): Шэрон понравилось, что он «принёс свою собственную культуру» в шоу, и был принят.
  - Полуфиналы (часть 1): Станцевал «Say Shava Shava» из фильма «Kabhi Khushi Kabhie Gham» («Иногда есть счастье, иногда есть печаль»).
  - Полуфиналы (часть 2): Выбыл.
- Мануэль Ромеро
  - Общий: 18-летний певец.
  - Прослушивания в Лос-Анджелесе: Пел песню Стива Уандера «My Cherie Amour».
  - Las Vegas Callbacks (часть 1): Выступление не было телевизионным.
  - Las Vegas Callbacks (часть 2): Прошёл.
  - Полуфиналы (часть 1): Пел песню Брайана Адамса «Have You Ever Really Loved a Woman?».
  - Полуфиналы (часть 2): Выбыл.

### Часть 2
Второй эпизод живых выступлений в полуфиналах вышел в эфир 24 июля 2007 года. 10 полуфиналистов, которые не выступали в первой части полуфиналов, выступили, а зрители своими голосами выберут 5 из 10 для продолжения участия. Кроме того, по результатам зрительского голосования были названы группы из первого полуфинала.
Номера, которые выбыли, включают в себя:
- Луиджи Падилья (выступал под сценическими именами Boy Shakira и Boy Britney).
  - Общее: женский имитатор/танцор.
  - Прослушивания в Чикаго: Boy Shakira, олицетворение Шакиры, Луиджи была выдвинута во второй тур вопреки возражениям Хасселхоффа. Хасселхофф штурмовал сцену в знак протеста.
  - Las Vegas Callbacks (часть 1): Хасселхофф описал его выступление как «три самые длинные минуты его жизни», но Морган считает, что он изменился к лучшему.
  - Las Vegas Callbacks (часть 2): Прошёл, к очевидному изумлению Хасселхоффа.
  - Полуфиналы (часть 2): Boy Britney, олицетворение Бритни Спирс, танцевал под песню «Baby One More Time». Морган сказала Луиджи быть его злорадством. Каждый раз, когда Морган достигла распространению шума Луиджи, он вместо этого посмеялся.
  - Топ 10: Выбыл.
- The Fault Line
  - Общее: Прогрессивная вокальная рок-группа.
  - Прослушивания в Чикаго: Пели песню «Some Kind of Wonderful» американской хард-рок-группы «Grand Funk Railroad».
  - Las Vegas Callbacks (часть 1): Номер был показан только в монтаже.
  - Las Vegas Callbacks (часть 2): Прошла.
  - Полуфиналы (часть 2): Выступили с песней Майкла Джексона «The Way You Make Me Feel». Они критиковали за выбор неправильного типа песни для своей группы.
  - Топ 10: Выбыла.
- Театр Комедийных Любимцев Грегория Поповича
  - Общее: Номер с дрессированным животным.
  - Прослушивания в Лос-Анджелесе: Номер с дрессированной кошкой.
  - Las Vegas Callbacks (часть 1): Номер был показан только в монтаже. На этот раз был показан номер с дрессированной собакой.
  - Las Vegas Callbacks (часть 2): Прошли.
  - Полуфиналы (часть 2): Исполнили пародию под названием «Бездомный клоун». Попович был подвергнут критике судьями за составление номера более о себе и меньше о животных.
  - Топ 10: Выбыл.
- Second Story Guys
  - Общее: Танцевальная группа на сваях.
  - Прослушивания в Чикаго: (см. от 19.06.2007)
  - Las Vegas Callbacks (часть 1): Номер был показан только в монтаже.
  - Las Vegas Callbacks (часть 2): Прошли.
  - Полуфиналы (часть 2): Выступили с песней «Turn the Beat Around» Глории Эстефан. Они, как правило, получили высокую оценку от судей, с Осборн, называя их «чистым разнообразием» и «инфекционными».
  - Топ 10: Выбыли.
- Southern Girl
  - Общее: 3 певицы.
  - Прослушивания в Далласе: (см. от 05.06.2007).
  - Las Vegas Callbacks (часть 1): Прослушивание не было телевизионным.
  - Las Vegas Callbacks (часть 2): Прошли.
  - Полуфиналы (часть 2): Спели песню «If I Ain’t Got You» Алисии Кейс.
  - Топ 10: Выбыли.

## Финалы

### Топ 10
Эпизод живых выступлений в полуфиналах «Топ 10» вышел в эфир 31 июля 2007 года. Результаты голосования прошлой недели были объявлены, показаны 5 оставшихся слотов в топ-10. Голоса зрителей за участников сузились до восьми лучших.
- Calypso Tumblers
  - Общее: Регги-вдохновлённая танцевальная группа из Сент-Китса.
  - Прослушивания в Чикаго: (см. от 19.06.2007).
  - Las Vegas Callbacks (часть 1): Номер был показан только в монтаже.
  - Las Vegas Callbacks (часть 2): Прошли.
  - Полуфиналы (часть 2): Выступили с песней «Hot Hot Hot» музыканта Arrow. Они были слегка раскритикованы за то, что меньше падали в своём номере в этот раз, но в противном случае, как правило, получили высокую оценку от судей.
  - Топ 10: Выступили с песней «Conga» Глории Эстефан.
  - 1/8 финала: Выбыли.
- The Duttons
  - Общее: Группа крестьянской семьи из 9 взрослых, с присоединёнными 5 детьми в конце выступления.
  - Прослушивания в Далласе: Морган сказала «нет», потому что он думал, что они не могли обеспечить каждого члена семьи, как он выразился, но Хасселхофф и Осборн зачли его.
  - Las Vegas Callbacks (часть 1): Номер был показан только в монтаже, хотя они, кажется, приняли совет Моргана, и ушли самые молодые члены семьи.
  - Las Vegas Callbacks (часть 2): Прошли.
  - Полуфиналы (часть 2): Выступили с песней «La Bamba» Ричи Валенса. Они были сильно раскритикованы за выбор неправильной песни и за то, что слишком много внимания на всех полученных моментах соло, сделанных в выступлении «немного безумными».
  - Топ 10: Выступили с песней «The Devil Went Down to Georgia» группы Чарли Дэниелса.
  - 1/8 финала: Выбыли.

### 1/8 финала
Выпуск 1/8 финала живых выступлений в финалах вышел в эфир 7 августа 2007 года. Голоса зрителей за участников сузились до 4 лучших.
- Роберт Хэтчер
  - Общее: Канализационный работник из города Цинциннати (штат Огайо).
  - Прослушивания в Нью-Йорке: Номер был показан только в монтаже.
  - Las Vegas Callbacks (часть 1): Номер был показан только в монтаже.
  - Las Vegas Callbacks (часть 2): Прошёл.
  - Полуфиналы (часть 1): Номер был показан только в монтаже.
  - Полуфиналы (часть 2): Прошёл.
  - Топ 10: Пел песню «Because You Loved Me» Селин Дион.
  - 1/8 финала: Пел песню «Let’s Stay Together» Эла Грина.
  - 1/4 финала: Выбыл.
- Side Swipe («Сильный удар со стороны»)
  - Общее: Танцевальный номер боевых искусств. Они выступали с этим во втором туре в 2006 году, но пришлось отказаться, потому что была травмирована нога у одного из членов группы.
  - Прослушивания в Чикаго: (см. от 19.06.2007).
  - Las Vegas Callbacks (часть 1): Выступление не было телевизионным.
  - Las Vegas Callbacks (часть 2): Было предложено добавить ещё больше танцев в их номер и прошли.
  - Полуфиналы (часть 1): Они, казалось, последовали совету судьи и поставили больше танцев в своём номере.
  - Полуфиналы (часть 2): Прошли.
  - Топ 10: Выступили с канканом. В середине номера они добавили несколько своих учеников к выступлению. Морган резко критиковала их за этот выбор (в этот момент Осборн сказал ей «не начинать с детей»), говоря, что выявление детей, скорее всего, будет стоить группе её шанса на миллион долларов.
  - 1/8 финала: Выступили с «удалой» пиратской пародией.
  - 1/4 финала: Выбыли.
- The Glamazons
  - Общее: 4 полных леди из Астории (штат Нью-Йорк), которые поют и танцуют бурлеск (не следует путать с номерами с перетаскиванием тех же названий).
  - Прослушивания в Нью-Йорке: Выступили с песней «Lady Marmalade» Патти Лабель.
  - Las Vegas Callbacks (часть 1): Выступили с песней «Big Spender» Пегги Ли.
  - Las Vegas Callbacks (часть 2): Прошли.
  - Топ 10: Выступили с песней «Fever» Пегги Ли.
  - 1/8 финала: Выступили с песней «It’s Raining Men» американской музыкальной группы The Weather Girls.
  - 1/4 финала: Выбыли.
- Джейсон Притчетт
  - Общее: Певец/гитарист из города Индепенденс (штат Миссури). Водитель круизных судов.
  - Прослушивания в Чикаго: Выступил с песней «Live Like You Were Dying» Тима Макгроу.
  - Las Vegas Callbacks (часть 1): Выступление было показано только в монтаже.
  - Las Vegas Callbacks (часть 2): Не удаётся появиться на шоу, он позвонил Шэрон Осборн, которая сказала, что добрался до Топ 20.
  - Полуфиналы (часть 2): Пел песню «Life is a Highway» канадского музыканта Томаса Уиллиама «Том» Кохрейна без гитары. Морган критиковала его за выбор неправильной песни и «притворство быть Боном Джови», но Осборну понравилось выступление.
  - Топ 10: Пел песню «When You Say Nothing at All» Кита Уитли.
  - 1/8 финала: Пел песню «If Tomorrow Never Comes» Гарта Брукса.
  - 1/4 финала: Выбыл.

### 1/4 финала
Выпуск 1/4 финала живых выступлений в финалах вышел в эфир 14 августа 2007 года. Зрительские голоса определили победителя сезона. Номера 1/4 финала выполнялись дважды: один раз со своим номеров, и один, выбранный судьями.
В реальных результатах в финале, показанный в эфире 21 августа 2007 года, все 4 финалисты выступали дуэтом со знаменитым гостем. Были также специальные выступления с дуэтом «Quick Change» (Дэвид и Даня), танцевальной группой «Stomp Out Loud», и Дэвидом Хасселхоффом.

### 4 место
- Жульен Ирвин
  - Общее: 14-летняя певица из Бель Эйр (штат Мериленд).
  - Прослушивания в Нью-Йорке: Пела песню «How Do I Live» Лиэнн Раймс.
  - Las Vegas Callbacks (часть 1): Номер был показан только в монтаже, но она пела песню «At Last» Этта Джеймса.
  - Las Vegas Callbacks (часть 2): Прошла.
  - Полуфиналы (часть 1): Пела песню «Bless the Broken Road» группы «Rascal Flats».
  - Полуфиналы (часть 2): Прошла.
  - Топ 10: Пела песню «Til I Can Make It On My Own» Тэнни Уайнетта. Ей было сказано всеми судьями, что её номер не был лучшим, а чтобы она в следующий раз выбрала получше песню.
  - 1/8 финала: Пела песню «Crazy» Пэтси Клайн.
  - 1/4 финала (выбор судей): Пела песню «What Hurts the Most» группы «Rascal Flats».
  - 1/4 финала (выбор конкурсантов): Пела песню «Over the Rainbow» Джуди Гарленда.
  - Финал сезона (дуэт со знаменитостью): Пела песню «Teardrops on My Guitar» Тейлор Свифт.

### 3 место
- Butterscotch
  - Антуанетта Клинтон (псевдоним Butterscotch) — битбоксер и певица из г. Дэвис (штат Калифорния).
  - Прослушивания: Выступала с песней «Love to Love You Baby» Донны Саммер.
  - Las Vegas Callbacks (часть 1): Начала петь, играя нла на пианино. В середине её номера она вокально перешла на битбокс, продолжая играть на фортепиано.
  - Las Vegas Callbacks (часть 2): Судьи сказали, что она «действовала как звезда» и прошла в следующий тур.
  - Полуфиналы (часть 1): Выступала с песней «Summertime» Эллы Фицджеральд.
  - Полуфиналы (часть 2): Прошла.
  - Топ 10: Выступала с песней «It’s Your Thing» группы «The Isley Brothers».
  - 1/8 финала: Выступала с песней «My Funny Valentine» из фильма «Babes in Arms», снова добавила игру на фортепьяно с битбоксом и пением.
  - 1/4 финала (выбор судей): Пела песню «What’s Going On» Марвина Гайе.
  - 1/4 финала (выбор конкурсантов): Исполнила битбоксом песню «Dance to the Music» группы «Sly & the Family Stone».
  - Финал сезона (дуэт со знаменитостью): Пела песню «Beautiful Girls» Шона Кингстона.

### 2 место
- Кэс Хейли
  - Общее: Папа-домосед из Арлингтона (штат Техас). Певец/гитарист.
  - Прослушивания в Чикаго: Выступал с регги-вдохновлённой песней «Walking on the Moon» Стинга.
  - Las Vegas Callbacks (часть 1): Выступал с песней «Living for the City» Стива Уандера.
  - Las Vegas Callbacks (часть 2): Прошёл.
  - Полуфиналы (часть 2): Выступал с песней «Higher and Higher» Джеки Уилсона.
  - Топ 10: Выступал с песней «Bring it on Home to Me» Сэма Кука. Морган приказала придерживаться типа регги его песен, как не было блюза в его «вещи».
  - 1/8 финала: Пел регги-версию песни «Easy» группы «The Commodores».
  - 1/4 финала (выбор судей): Пел песню «Can’t Help Falling in Love» группы «UB40».
  - 1/4 финала (выбор конкурсантов): Пел песню «Sir Duke» Стива Уандера.
  - Финал сезона (дуэт со знаменитостью): Пел песню «Red Red Wine» с группой «UB40».

### Победитель
- Терри Фатор
  - Общее: Чревовещатель/импрессионист из Далласа (штат Техас).
  - Прослушивания в Чикаго: Его кукла Эмма Тэйлор пела песню «At Last» Этты Джеймс.
  - Las Vegas Callbacks (часть 1): Выступление не было телевизионным.
  - Las Vegas Callbacks (часть 2): Прошёл.
  - Полуфиналы (часть 2): Выступал с песней «What a Wonderful World» с его черепашьей куклой Уинстон олицетворила лягушонка Кермит и сделал себя Луисом Армстронгом.
  - Топ 10: Выступал с песней «Unforgettable» Нэта Кинга Коула как дуэт между ним и его куклой Эммой Тэйлор, олицетворяющей Натали Коул.
  - 1/8 финала: Его кукла Джонни Вегас пела песню «That’s Amore», олицетворяя Дина Мартина, и песню «I Left My Heart in San Francisco», олицетворяя Тони Беннетта.
  - 1/4 финала (выбор судей): Его кукла Вальтер Т. Эйрдейл пела песню «Friends in Low Places», олитворяя Гарта Брукса.
  - 1/4 финала (выбор конкурсантов): Его черепашья кукла Уинстон пела песню «Crying», олицетворяя Роя Орбисона. Пирс аплодировала ему.
  - Финал сезона (дуэт со знаменитостью): С гостем лягушонком Термитом (и 4 курицами Муппет) его кукла Джонни Вегас пела песню «You’ve Got a Friend», олицетворяя Джеймса Тэйлора.

### Итоги сезона
- 8 из 10 финалистов имели право пение как часть их номера, или как сольные певцы, группы, или (случай Фатора) чревовещание в рамках шоу. Это противопоставляется с большим разнообразием номеров, где были финалисты первого сезона.
- Для прослушивания и обратных вызовов шоу могла участвовать аудитория путём игры «Lucky X». Зрителям было предложено выбрать, какие судьи будут нажимать X-кнопку. Все правильные ответы вошли в случайный рисунок с тремя победителями с выигрышем 10.000 долларов за эпизод. Записи были приняты онлайн на сайте NBC.com и путём текстовых сообщений.
- Белые кнопки для активации проверки из последнего сезона ещё присутствуют на судейском столе, несмотря на это выбыли из игры.
- Морган распространяла слухи по крайней мере про одного участника из каждого эпизода, исключая финал.
- Как в предыдущих сезонах финальное деление участников включали люди, включающие пение в их номерах.